# Wilmington (Ohio)
Wilmington es una ciudad ubicada en el condado de Clinton en el estado estadounidense de Ohio. En el Censo de 2010 tenía una población de 12 520 habitantes y una densidad poblacional de 442,27 personas por km².

## Geografía
Wilmington se encuentra ubicada en las coordenadas 39°26′21″N 83°49′5″O / 39.43917, -83.81806. Según la Oficina del Censo de los Estados Unidos, Wilmington tiene una superficie total de 28,31 km², de la cual 28,2 km² corresponden a tierra firme y 0,11 km² (0,38%) es agua.

## Demografía
Según el censo de 2010, había 12 520 personas residiendo en Wilmington. La densidad de población era de 442,27 hab./km². De los 12 520 habitantes, Wilmington estaba compuesto por el 88,33% blancos, el 6,12% eran afroamericanos, el 0,23% eran amerindios, el 0,81% eran asiáticos, el 0,07% eran isleños del Pacífico, el 0,9% eran de otras razas y el 3,54% pertenecían a dos o más razas. Del total de la población el 2,56% eran hispanos o latinos de cualquier raza.